# Mai 1835

## Événements
- 1er mai, France :
  - Article de Gustave Planche contre Angelo de Hugo dans la Revue des deux Mondes.
  - Mise en vente du tome XII des Études de mœurs au XIXe siècle, quatrième volume des Scènes de la vie parisienne de la Comédie humaine d'Honoré de Balzac. Le volume contient la fin de La Fille aux yeux d'or.

- 5 mai :
  - Belgique : inauguration de la section Bruxelles (gare du Nord) - Malines du chemin de fer de Bruxelles à Anvers et raccordements (administration des chemins de fer de l'état).
    - Il s'agit de la première ligne de chemin de fer à vapeur du continent destinée au trafic de voyageurs. Dans le monde, c'est le deuxième chemin de fer à vapeur pour voyageurs, à trois classes, après le chemin de fer anglais.

  - France : à la Chambre des pairs s'ouvre le procès intenté aux insurgés de Lyon et de Paris en avril 1834, dit « Procès d'Avril ».

- 8 mai, France : parution d'Angelo chez Renduel.

- 9 mai : Honoré de Balzac arrive à Vienne (Autriche) où il rencontre Ewelina Hańska et où il est très bien accueilli par la bonne société viennoise. À cette occasion, il est reçu par le chancelier Klemens Wenzel von Metternich.

- 18 mai, France : le Théâtre du Vaudeville joue une parodie (d'Angelo de Hugo) de Dupeuty et Duvert : Cornaro, tyran pas doux.

- 20 mai : le bey Mustapha monte sur le trône de Tunis (fin en 1837). Les Britanniques pensent pouvoir jouer un rôle plus important en Tunisie. Mais le bey, menacé par la Porte dans son indépendance, accepte l’intervention de la flotte française pour éviter que les Turcs ne débarquent.

- 20 mai (julien)/ 1er juin (grégorien) : majorité d’Othon Ier de Grèce. Il gouverne toujours avec les ministres bavarois en excluant les Grecs des centres de décision et des postes principaux de l’armée. Le nouveau régime devient rapidement impopulaire malgré le transfert symbolique de la capitale de Nauplie à Athènes.

- 25 mai, France : loi relative à l'administration des biens ruraux des communes, hospices et autres établissements publics.

- 26 mai : administration directe de la Libye par les Ottomans à la fin du règne des Karamanli. Le pays connaît une grande instabilité administrative avec 33 gouverneurs entre 1835 et 1911.

## Naissances
- 10 mai : Alfred Dethuin (mort le 1er mai 1913, homme politique belge.
- 15 mai : Émile Mathieu (mort en 1890), mathématicien français.
- 18 mai : Gian Francesco Gamurrini (mort en 1923), historien de l'art, numismate et archéologue italien.

## Décès
- 13 mai : John Nash, architecte et urbaniste britannique.